# Josh Brolin

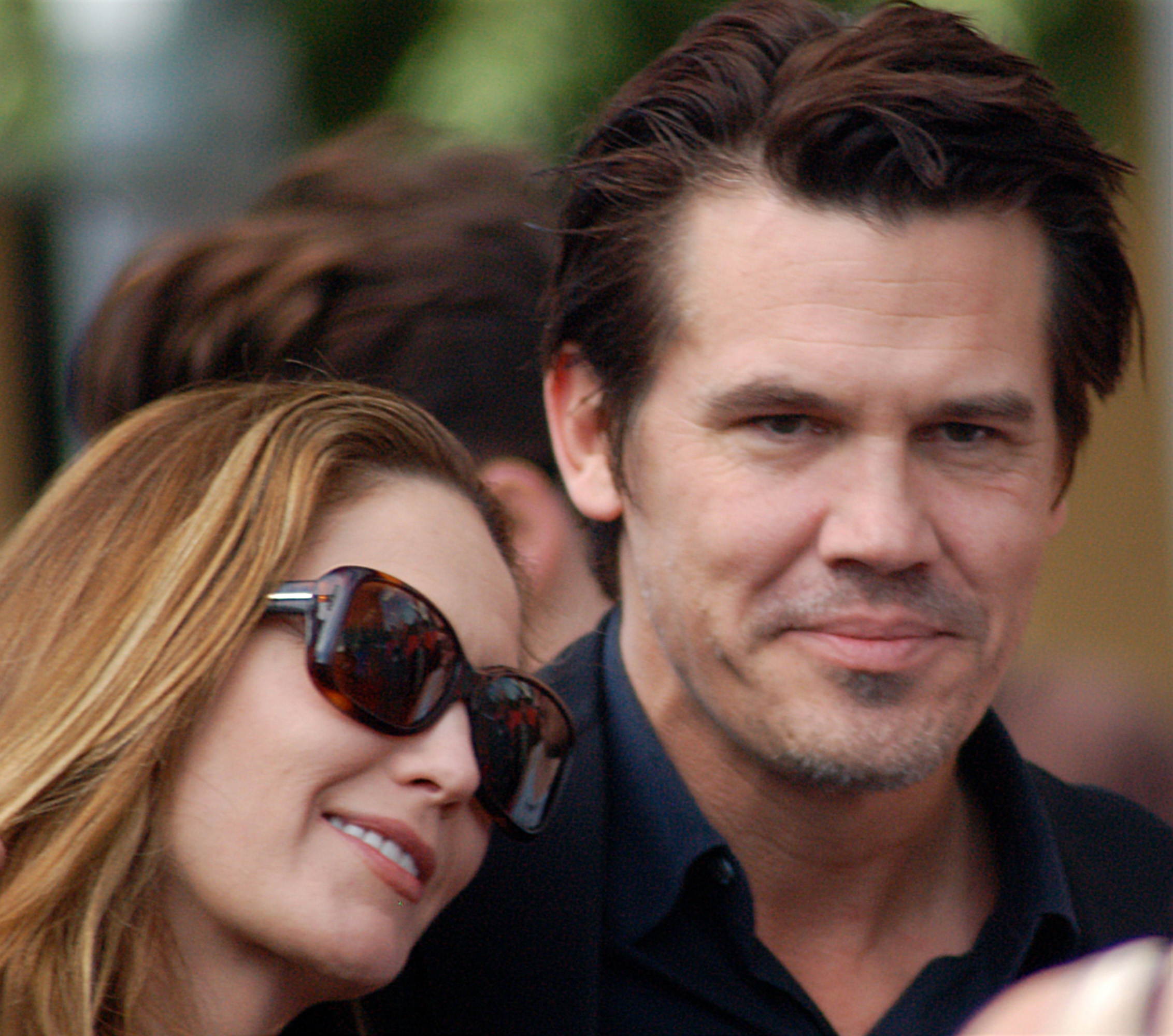
Diane Lane i Josh Brolin w 2009

Josh Brolin, właśc. Joshua James Bruderlin (ur. 12 lutego 1968 w Santa Monica) – amerykański aktor, reżyser i producent filmowy, teatralny i telewizyjny.

## Życiorys

### Wczesne lata
Urodził się Santa Monica w stanie Kalifornia jako starszy syn Jane Cameron (z domu Agee; ur. 19 października 1939, zm. 13 lutego 1995 w wypadku samochodowym) i aktora Jamesa Brolina. Jego rodzina miała korzenie angielskie, szwajcarskie, niemieckie, szkockie, irlandzkie i walijskie. Ma młodszego brata o imieniu Jesse (ur. 7 lutego 1972). Dorastał na ranczo w stanie Kalifornia. Uczęszczał do High School Santa Barbara. Studiował pod kierunkiem Anthony’ego Zerbe’a.

### Kariera
Po raz pierwszy na kinowym ekranie wystąpił mając 17 lat w przygodowej komedii familijnej Richarda Donnera Goonies (The Goonies, 1985) u boku Coreya Feldmana i Roberta Daviego. Rok później zagrał okapturzonego jeźdźca na deskorolce w dramacie sensacyjnym Thrashin (1986) i trafił gościnnie do serialu fantasy NBC Autostrada do nieba (Highway to Heaven, 1986). Zyskał na popularności jako policjant w serialu NBC Prywatne oko (Private Eye, 1987–1988) i w roli Jamesa Butlera Hickoka w seryjnym westernie ABC Młodzi jeźdźcy (The Young Riders, 1989–1992) ze Stephenem Baldwinem.
Powrócił na duży ekran w filmach: Droga śmierci (The Road Killers, 1994) u boku Christophera Lamberta, Craiga Sheffera i Davida Arquette, Gang w błękitnych mundurach (Gang in Blue, 1996) Mario Van Peeblesa, Usłane różami (Bed of Roses, 1996) z Christianem Slaterem, Igraszki z losem (Flirting with Disaster, 1996) z Benem Stillerem i Patricią Arquette oraz debiucie reżyserskim swojego ojca Mój brat wojenny (My Brother’s War, 1997) z Jennie Garth. Za rolę Matthew Kensingtona, naukowca rywalizującego z kierownikiem grupy eksperymentalnej (Kevin Bacon) w dramacie sensacyjnym sci-fi Paula Verhoevena Człowiek widmo (Hollow Man, 2000) zdobył nominację do nagrody Blockbuster Entertainment. Wystąpił gościnnie w serialu Po tamtej stronie (The Outer Limits, 1995), komedii Woody’ego Allena Melinda i Melinda (Melinda and Melinda, 2005) oraz w jednej z części dylogii Grindhouse – Planet Terror (2007) w reż. Roberta Rodrigueza. Zagrał jedną z głównych ról w filmie braci Joela i Ethana Coenów To nie jest kraj dla starych ludzi (2007). Za rolę Dana White w Obywatel Milk (Milk, 2008) był nominowany do Oscara dla najlepszego aktora drugoplanowego.
Po występach w spektaklach Czarownice z Salem Arthura Millera, Tramwaj zwany pożądaniem Tennessee Williamsa i Sen nocy letniej Williama Szekspira oraz pięcioletniej pracy reżyserskiej – na Reflections Festival w GeVa Theatre w nowojorskim Rochester – w 2000 zadebiutował na scenie Broadwayu w spektaklu Sama Sheparda Prawdziwy Zachód (True West) u boku Eliasa Koteasa.
W 2009 wziął udział w akcji ochrony ryb w wodach europejskich Międzynarodowej Unii Ochrony Przyrody.
W 2015 podczas gali Independent Spirit Awards otrzymał nagrodę im. Roberta Altmana za rolę detektywa Christiana F. „Bigfoota” Bjornsena w komediodramacie kryminalnym Paula Thomasa Andersona Wada ukryta (Inherent Vice, 2014). Wystąpił jako Eddie Mannix w komedii muzycznej braci Joela i Ethana Coenów Ave, Cezar! (Hail, Caesar!, 2016).

## Życie prywatne
W latach 1988–1992 był żonaty z Alice Adair, z którą ma syna Trevora Mansura (ur. 1988) i córkę Eden (ur. 1994). W latach 1999–2001 spotykał się z Minnie Driver. 15 sierpnia 2004 poślubił Diane Lane, z którą 27 listopada 2013 rozwiódł się. 24 września 2016 podczas prywatnej ceremonii w Cashiers w Karolinie Północnej ożenił się z modelką Kathryn Boyd. Mają dwie córki: Westlyn (ur. 4 listopada 2018) i Chapel Grace (ur. 25 grudnia 2020). Jest pasierbem Barbry Streisand.

## Filmografia

### Filmy fabularne
- 1985: Goonies (The Goonies) jako Brandon „Brand” Walsh
- 1986: Thrashin jako Corey Webster
- 1994: Droga śmierci (The Road Killers) jako Tom
- 1996: Gang w błękitnych mundurach (Gang in Blue) jako Keith DeBruler
- 1996: Usłane różami (Bed of Roses) jako Tom
- 1996: Igraszki z losem (Flirting with Disaster) jako Tony
- 1997: Mój brat wojenny (My Brother’s War) jako Pete
- 2000: Człowiek widmo (Hollow Man) jako Matthew Kensington
- 2005: Melinda i Melinda (Melinda and Melinda) jako Greg
- 2007: Grindhouse: Planet Terror jako dr William Block
- 2007: Amerykański gangster jako detektyw Trupo
- 2007: To nie jest kraj dla starych ludzi (No Country for Old Men) jako Llewelyn Moss
- 2008: Obywatel Milk (Milk) jako Dan White
- 2010: Jonah Hex jako Jonah Hex
- 2010: Wall Street: Pieniądz nie śpi jako Bretton James
- 2010: Prawdziwe męstwo (True Grit) jako Tom Chaney
- 2012: Faceci w czerni III (Men in Black 3) jako młody agent K
- 2013: Gangster Squad. Pogromcy mafii (Gangster Squad) jako John O’Mara
- 2013: Oldboy. Zemsta jest cierpliwa (Oldboy) jako Joe Doucett
- 2013: Długi, wrześniowy weekend (Labor Day) jako Frank Chambers
- 2014: Strażnicy Galaktyki (Guardians of the Galaxy) jako Thanos (cameo)
- 2014: Sin City 2: Damulka warta grzechu[17] jako Dwight McCarthy
- 2014: Wada ukryta (Inherent Vice) jako Christian Bigfoot Bjornsen
- 2015: Avengers: Czas Ultrona (Avengers: Age of Ultron) jako Thanos (cameo)
- 2015: Sicario jako Matt Graver
- 2015: Everest jako Beck Weathers
- 2016: Ave, Cezar! (Hail, Caesar!) jako Eddie Mannix
- 2017: Tylko dla odważnych (Only the Brave) jako Eric Marsh
- 2018: Polowanie z tatą (The Legacy of a Whitetail Deer Hunter) jako Buck Ferguson
- 2018: Avengers: Wojna bez granic (Avengers: Infinity War) jako Thanos
- 2018: Sicario 2: Soldado (Sicario: Day of the Soldado) jako Matt Graver
- 2018: Deadpool 2 jako Nathan Summers / Cable
- 2019: Avengers: Koniec gry Avengers: Endgame) jako Thanos
- 2021: Dzień flagi (Flag Day) jako Beck
- 2021: Diuna (Dune) jako Gurney Halleck
- 2024: Diuna: Część druga (Dune: Part Two) jako Gurney Halleck

### Seriale TV
- 1986: Autostrada do nieba (Highway to Heaven) jako Josh Bryant
- 1987: 21 Jump Street jako Taylor Rolator
- 1987–1988: Prywatne oko (Private Eye) jako Johnny Betz
- 1989–1992: Młodzi jeźdźcy (The Young Riders) jako James Butler Hickok
- 1995: Po tamtej stronie (The Outer Limits) jako Jack Pierce
- 2021–2023: A gdyby…? (What If...?) jako Thanos
- 2022: Peryferia (Outer Range) jako Royal Abbott